# Meistaraflokkur (1931)
Sezon 1931 był 20. sezonem o mistrzostwo Islandii. Drużyna Valur nie obroniła tytułu mistrzowskiego, zdobył go zespół KR po roku przerwy, wygrywając wszystkie trzy mecze. Ze względu na brak systemu ligowego żaden zespół nie spadł ani nie awansował po sezonie.

## Drużyny
Po sezonie 1930 z udziału w lidze zrezygnował zespół ÍB Vestmannaeyja, nie dołączył natomiast żaden nowy zespół, w wyniku czego w sezonie 1931 w rozgrywkach Meistaraflokkur wzięły udział cztery zespoły.
| Uczestnicy poprzedniej edycji                                                                                 | Uczestnicy poprzedniej edycji | Uczestnicy poprzedniej edycji | Uczestnicy poprzedniej edycji |
| --- | ----------------------------- | ----------------------------- | ----------------------------- |
| VAL | Valur                         | 1                             |                               |
| KRE | KR                            | 2                             |                               |
| VÍR | Víkingur Reykjavík            | 4                             |                               |
| FRA | Fram                          | 5                             |                               |
| Oznaczenia: - kolumna pierwsza – skróty nazw drużyn, - kolumna trzecia – miejsce zajęte w poprzednim sezonie. |                               |                               |                               |

## Tabela
| Lp. | Drużyna            | M | Z | R | P | Bramki | Bramki | +/– | Pkt |
| --- | ------------------ | - | - | - | - | ------ | ------ | --- | --- |
| 1   | KR (M)             | 3 | 3 | 0 | 0 | 13     | 1      | +12 | 6   |
| 2   | Valur              | 3 | 2 | 0 | 1 | 6      | 3      | +3  | 4   |
| 3   | Víkingur Reykjavík | 3 | 1 | 0 | 2 | 4      | 11     | −7  | 2   |
| 4   | Fram               | 3 | 0 | 0 | 3 | 3      | 11     | −8  | 0   |

## Wyniki
| Gospodarz \ Gość   | FRA | KRE | VAL | VÍR |
| Fram               |     |     |     | 1:4 |
| KR                 | 5:1 |     | 2:0 |     |
| Valur              | 2:1 |     |     | 4:0 |
| Víkingur Reykjavík |     | 0:6 |     |     |

Źródło: Knattspyrnusamband Íslands (isl.)
Objaśnienia:
1Drużyna gospodarzy jest wymieniona po lewej stronie tabeli.
Kolory: zielony – zwycięstwo gospodarzy, żółty – remis, różowy – zwycięstwo gości.